# Jennifer Granholmová

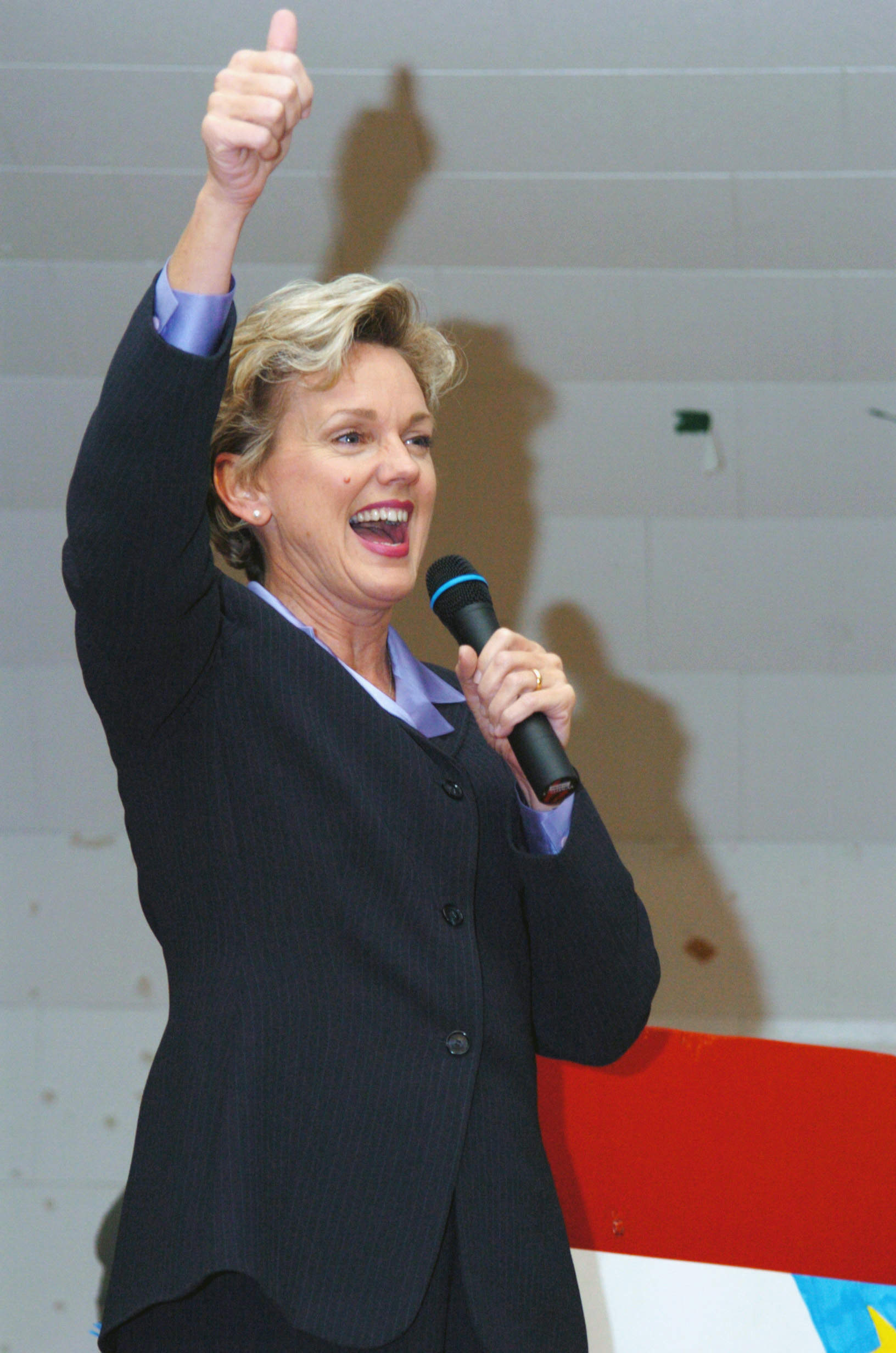
Projev guvernérky Granholmové k vojákům vracejícím se do Michiganu po roční misi v Iráku, prosinec 2005

Jennifer Granholmová (* 5. února 1959 Vancouver, Britská Kolumbie) je kanadsko-americká politička, právnička a spisovatelka. V letech 2021–2025 zastávala úřad ministryně energetiky Spojených států amerických ve vládě Joea Bidena. Jako členka Demokratické strany byla v letech 1999–2003 michiganskou ministryní spravedlnosti z titulu nejvyšší státní zástupkyně a mezi roky 2003–2011 první ženou ve funkci guvernérky Michiganu.
Narodila se v kanadském Vancouveru a ve čtyřech letech se s rodiči přestěhovala do Kalifornie. V roce 1984 absolvovala bakalářské studium politologie a francouzštiny na Kalifornské univerzitě v Berkeley. Poté se stala doktorkou práv na Harvardově univerzitě, kde působila jako šéfredaktorka studentského časopisu Harvard Civil Rights-Civil Liberties Law Review. Profesní dráhu zahájila na pozici asistentky soudce Damona Keitha u odvolacího soudu šestého okruhu. V roce 1991 nastoupila do funkce asistentky generálního prokurátora ve východním michiganském obvodu. Po čtyřech letech byla jmenována vedoucí právního odboru – corporation counsel, okresu Wayne County, který zastupovala po vznesení občanskoprávních žalob proti územně příslušným veřejným institucím.
Po volebním vítězství nad republikánem Johnem Smietankou nahradila v roce 1999 Franka J. Kelleyho na pozici nejvyššího státního zástupce Michiganu a stala se tak ministryní spravedlnosti tohoto unijního státu. Roku 2002 vyhrála guvernerské volby nad úřadujícím náměstkem guvernéra a republikánem Dickem Posthumusem, což z ní v lednu 2003 učinilo první ženu v úřadu guvernérky Michiganu. Po čtyřech letech post obhájila proti republikánskému obchodníku Dicku DeVosovi. V roce 2011 pozici opustila pro omezení mandátu na dvě volební období. 
Po vítězství Baracka Obamy v prezidentských volbách 2008 se stala členkou jeho tranzitního týmu připravujícího se na převzetí moci před prezidentskou inaugurací. Po prvním odchodu z veřejného života přijala místo přednášející na alma mater, Kalifornské univerzitě v Berkeley, a s manželem Danielem Mulhernem vydala v roce 2011 autobiografii A Governor's Story: The Fight for Jobs and America's Future (Příběh guvernérky: Boj o práci a budoucnost Ameriky). O rok později začala moderovat televizní pořad zaměřený na politiku The War Room with Jennifer Granholm (Zpravodajské informační studio s Jennifer Granholmovou) na stanici Current TV, který v lednu 2013 opustila kvůli prodeji televize arabské Al-Džazíře. V lednu 2017 ji najala CNN jako komentátorku politického dění.
V únoru 2021 se vrátila do politiky, když vstoupila do Bidenova kabinetu na post ministryně energetiky, kde nahradila republikána Dana Brouilletta sloužícího do ledna téhož roku v Trumpově vládě.

## Mládí a vzdělání
Narodila se roku 1959 ve Vancouveru, největším městě Britské Kolumbie, do rodiny bankovních pokladníků Shirley Alfredy (rozené Dowdenová) a Victora Ivara Granholmových. Prarodiče z matčiny strany pocházeli z Irska a Newfoundlandu. Děd z otcovy části rodiny Hugo „Anders“ Granholm přicestoval na konci 20. let dvacátého století do Penny v Britské Kolumbii ze švédského Robertsforsu, kde byl jeho otec starostou. Robertsfors se stal také domovem bývalé švédské vicepremiérky a ministryně energetiky Maud Olofssonové, s níž se Jennifer Granholmová při návštěvě Švédska setkala. Média při té příležitosti uvedla, že manžel Olofssonové je s Granholmovou v příbuzenském vztahu. Babička z otcovy strany Judith Olivia Henriette Granholmová pocházela z Gjerstadu v jižním Norsku. Do kanadského Halifaxu se plavila z Osla na lodi SS Bergensfjord. Do Penny v Britské Kolumbii, kde její strýc s dalšími muži založil osadu zaměřenou na těžbu dřeva, pak pokračovala po železnici.
Z Kanady do Kalifornie se Jennifer Granholmová přestěhovala s rodiči ve čtyřech letech. Vyrůstala v kalifornských městech Anaheim, San José a San Carlos, kde postupně navštěvovala střední školy Ida Price Jr. High, Del Mar High School a San Carlos High School, na které maturovala v roce 1977. Korunku královny krásy získala v místní soutěži Miss San Carlos. Na prahu dospělosti se snažila prosadit v Hollywoodu, ale záměr stát se herečkou opustila ve 21 letech. V roce 1978 se objevila v televizní soutěži The Dating Game. Začala pracovat jako průvodkyně ve studiích Universalu a v zákaznickém servisu deníku Los Angeles Times. Jako první žena také provázela výpravy ve zvířecím zábavním parku Marine World Africa USA v Redwood City, kde kormidlovala loď s 25 turisty na palubě.
V roce 1980, kdy překročila 21 let věku, se stala americkou občankou v procesu naturalizace. Do kampaně v prezidentských volbách 1980 se zapojila ve štábu nezávislého kandidáta Johna B. Andersona. Poté nastoupila na Kalifornskou univerzitu v Berkeley, což z ní učinilo prvního člena rodiny studujícího na vysoké škole. Bakalářské obory politologie a francouzština absolvovala v roce 1984. Během ročního stipendijního pobytu ve Francii se zapojila do pašování oblečení a léků za železnou oponu, židům žijícím v Sovětském svazu. Jako aktivistka vystupovala v britském hnutí proti apartheidu. Ve studiu pokračovala na Harvardově univerzitě, kde se roku 1987 stala doktorkou práv (JD).

## Právnická kariéra
Právnickou kariéru zahájila v letech 1987–1988 jako asistentka Damona Keitha, služebně staršího soudce odvolacího soudu šestého okruhu. V prezidentských volbách 1988 se podílela na volební kampani massachusettského guvernéra a demokratického kandidáta Michaela Dukakise. Mezi roky 1989–1991 byla právní zástupkyní odpovědného exekutivního úřadu michiganského okresu Wayne County, než se stala náměstkyní generálního prokurátora východního michiganského obvodu. Účastnila se stíhání drogových dealerů, členů gangů a osob zapletených do dětské pornografie, rovněž tak bojovala proti podvodům v oblasti kreditních karet. Ze 154 osob, proti nimž vedla soudní řízení, bylo 151 odsouzeno. V roce 1995 se stala vedoucí právního odboru – corporation counsel, okresu Wayne County, jakožto nejmladší osoba v této funkci. V roli advokátky obhajovala územně příslušné veřejné instituce, proti nimž byly vzneseny žaloby, účastnila se řízení nevypořádaných silničních daní a dodržování ekologických zákonů.
Po vyhraných volbách nad republikánem Johnem Smietankou vystřídala v roce 1999 Franka J. Kelleyho na pozici nejvyššího státního zástupce Michiganu, sloužícího ve funkci 37 let, a stala se tak ministryní spravedlnosti tohoto východoseverního unijního státu, jako první žena v úřadu.
Prezident Barack Obama dvakrát zvažoval její kandidaturu na soudkyni Nejvyššího soudu Spojených států. V květnu 2009 se objevila v užším výběru kandidátů na uvolněné místo za končíčího člena Davida Soutera. V Bílém domě se 19. května zúčastnila schůzky o předpisech průměrné palivové spotřeby společností (CAFE – Corporate Average Fuel Economy) a při té příležitosti hovořila s Obamou. Nebylo však zveřejněno, jestli se tématem stala také její možná nominace. Obama za soudkyni nakonec 26. května navrhl Soniu Sotomayorovou. S odchodem soudce Johna Paula Stevense do důchodu v létě 2010, se opět stala jednou ze zvažovaných nástupkyň; Obama však v květnu téhož roku odeslal do Senátu nominační listinu Eleny Kaganové, jejíž potvrzení proběhlo během srpna 2010.

## Ministryně energetiky
V souvislosti s vedením ministerstva energetiky byla dvakrát zmiňována již za prezidentství Baracka Obamy. Poprvé v prosinci 2008, kdy se stala součástí Obamova tranzitního týmu po vyhraných listopadových volbách a opět během prosince 2010 v souvislosti s možnou rezignací úřadujícího šéfa rezortu Stevena Chu.
Po vítězných prezidentských volbách 2020 oznámil zvolený prezident Joe Biden v polovině prosince 2020 záměr ji nominovat do čela ministerstva energetiky. Informaci poprvé přinesl zpravodajský web Politico. Granholmová byla považována za jednoho z nejméně kontroverzních kandidátů pro podporu ze strany odborů, ekologických skupin a některých republikánských senátorů. Po inauguraci odeslal Biden nominační listinu do Senátu. Bývalá michiganská guvernérka se v horní komoře 27. ledna 2021 zúčastnila slyšení před výborem pro energetiku a přírodní zdroje, v jehož průběhu uvedla: „Zaměřím se na tři úkoly; zaprvé, na bezpečnost Ameriky prostřednictvím národního úřadu pro jadernou bezpečnost (National Nuclear Security Administration) a vypořádám se s dědictvím studené války, což zajistí našemu národu ochranu. Zadruhé, na podporu úžasné vědecké práce vykonané v 17 národních laboratořích ministerstva a dalších zařízeních napříč zemí, mimo jiné v oblasti změny klimatu a snižování emisí. A za třetí se zaměřím na rozšíření tohoto výzkumu a jeho využití k tvorbě pracovních míst pro Američany“. Předseda výboru Joe Manchin pak postoupil 3. února nominaci na plénum horní komory, když výbor vydal doporučující stanovisko hlasováním členů v poměru 13 : 4. Schválení na senátním plénu se uskutečnilo 25. února 2021, s kladným výsledkem senátorských hlasů 64 : 35. Několik hodin poté složila ministerskou přísahu do rukou viceprezidentky Kamaly Harrisové, jako první žena v tomto úřadu.

## Soukromý život
Během studií na Harvardu navázala partnerský vztah se spolužákem z právnické fakulty Danielem Mulhernem, pocházejícím z Michiganu, který se stal také doktorem práv. Mulhern předtím získal na Yaleově univerzitě bakalářský titul v religionistice. Svatba se uskutečnila v roce 1986; oba začali používat partnerovo příjmení jako střední jméno. Do manželství se narodily tři děti.
Před finále hokejového turnaje na Zimních olympijských hrách 2010 v rodném Vancouveru mezi Spojenými státy a Kanadou byla jako držitelka dvojího občanství dotázana, jakému týmu přeje zisk zlaté medaile. Uvedla, že „samozřejmě“ fandí Američanům a napůl žertem dodala, že Kanadu opustila již ve čtyřech letech.
Švédský král Karel XVI. Gustav jí 21. října 2010 udělil Řád polární hvězdy a pasoval na komturku I. třídy „za podporu vztahů mezi Michiganem a Švédskem a podporu ekonomiky založené na čisté energii“.